# Korea Północna na Letnich Igrzyskach Olimpijskich 1996
Koreę Północną na Letnich Igrzyskach Olimpijskich 1996 reprezentowało 24 zawodników: 15 mężczyzn i dziewięć kobiet. Był to 5 start reprezentacji Korei Północnej na letnich igrzyskach olimpijskich.

## Zdobyte medale
| Medal  | Zawodnik      | Dyscyplina            | Konkurencja                        | Rezultat                                             |
| ------ | ------------- | --------------------- | ---------------------------------- | ---------------------------------------------------- |
| Złoto  | Kye Sun-hui   | Judo                  | waga do 48 kg kobiet               | w finale pokonała Japonkę Ryōko Tani                 |
| Złoto  | Kim Il        | Zapasy                | styl wolny waga do 48 kg mężczyźni | w finale pokonał zawodnika z Armenii Armen Mkrtczjan |
| Srebro | Kim Myong-nam | Podnoszenie ciężarów  | waga do 70 kg mężczyźni            | 345 kg                                               |
| Brąz   | Chon Chol-ho  | Podnoszenie ciężaarów | waga do 76 kg mężczyźni            | 357,5 kg                                             |
| Brąz   | Ri Yong-sam   | Zapasy                | styl wolny waga do 57 kg mężczyźni |                                                      |

## Skład kadry

### Boks
Mężczyźni
- Hoe Jong-jil waga kogucia do 54 kg - 17. miejsce,
- Ri Chol waga lekka do 60 kg - 17. miejsce,

### Gimnastyka
Mężczyźni
- Pae Gil-su

wielobój indywidualnie - 84. miejsce,
ćwiczenia wolne - 93. miejsce,
skok przez konia - 93. miejsce,
ćwiczenia na poręczach - 94. miejsce,
ćwiczenia na drążkach - 94. miejsce,
ćwiczenia na kółkach - 102. miejsce,
ćwiczenia na koniu z łękami - 14. miejsce,

### Judo
Kobiety
- Kye Sun-hui - waga do 48 kg - 1. miejsce,

### Lekkoatletyka
Kobiety
- Jong Song-ok - maraton - 20. miejsce,
- Kim Chang-ok - maraton - 26. miejsce,

Mężczyźni
- Kim Jung-won - maraton - 38. miejsce,
- Kim Jong-su - maraton - 40. miejsce,

### Podnoszenie ciężarów
Mężczyźni
- Kim Myong-nam - waga do 70 kg - 2. miejsce,
- Chon Chol-ho - waga do 76 kg - 3. miejsce,

### Skoki do wody
Kobiety
- Ri Ok-rim

trampolina 3 m - 22. miejsce,
wieża 10 m - 23. miejsce,
- Choe Myong-hwa - wieża 10 m - 13. miejsce,

Mężczyźni
- Choe Hyong-gil - wieża 10 m - 15. miejsce,

### Strzelectwo
Mężczyźni
- Kim Man-chol - ruchoma tarcza 10 m - 18. miejsce,

### Tenis stołowy
Kobiety
- Kim Hyon-hui - gra pojedyncza - 5. miejsce,
- Tu Jong-sil - gra pojedyncza - 9. miejsce,
- Kim Hyang-mi - gra pojedyncza - 17. miejsce,
- Kim Hyon-hui, Tu Jong-sil - gra podwójna - 9. miejsce,
- Kim Hyang-mi, Son Mi - gra podwójna - 17. miejsce,

Mężczyźni
- Li Gun-sang - gra pojedyncza - 17. miejsce,
- Choi Kyong-sob - gra pojedyncza - 33. miejsce,
- Kim Song-hui - gra pojedyncza - 33. miejsce,
- Choi Kyong-sob, Li Gun-sang - gra podwójna - 17. miejsce,

### Zapasy
Mężczyźni
- Kang Yong-gyun - styl klasyczny waga do 48 kg - 4. miejsce,
- Kim Il - styl wolny waga do 48 kg - 1. miejsce,
- Ri Yong-sam - styl wolny waga do 57 kg - 3. miejsce,